# 管良相
管良相（—1622年），明朝贵州乌撒卫（今威甯縣）人。
早年為武举乡试第一名，继袭乌撒卫指挥。明朝天启初年（公元1621年），蔺州奢崇明與其子奢寅叛亂，围攻乌撒卫。雙方僵持九個月後城陷，举火自焚，李应期、朱运泰、蒋邦俊同時遇害，被称为四忠门。

## 延伸阅读
[在维基数据编辑]
 《明史卷二百九十》，出自《明史》